# Tomohito Kobayashi
Tomohito Kobayashi (小林 友人, Kobayashi Tomohito) (né le 28 avril 1974 à Saitama au Japon) est un joueur professionnel japonais de hockey sur glace.

## Carrière de joueur
Joueur ayant commencé sa carrière professionnelle en 1993 avec les Seibu Bears Tokyo. Il évolue avec ce club pendant plusieurs saisons récoltant jusqu'à 34 points lors de sa meilleure campagne en 2001-2002.
Avec la création de l'Asia League, il se joint pour deux saisons au Kokudo Keikaku HC avant de prendre sa retraite.
Au niveau international, il a représenté l'équipe nationale du Japon au championnat du monde à cinq reprises entre 1995 et 2004.

## Statistiques

### En club
| Saison    | Équipe            | Ligue       |    | Saison régulière | Saison régulière | Saison régulière | Saison régulière | Saison régulière |   | Séries éliminatoires | Séries éliminatoires | Séries éliminatoires | Séries éliminatoires | Séries éliminatoires |
| Saison    | Équipe            | Ligue       | PJ | B                | A                | Pts              | Pun              | PJ               | B | A                    | Pts                  | Pun                  |                      |                      |
| 1993-1994 | Seibu Bears Tokyo | Japon       | 13 | 0                | 1                | 1                | 0                |                  |   |                      |                      |                      |                      |                      |
| 1994-1995 | Seibu Bears Tokyo | Japon       | 27 | 5                | 3                | 8                | 14               |                  |   |                      |                      |                      |                      |                      |
| 1995-1996 | Seibu Bears Tokyo | Japon       | 39 | 4                | 11               | 15               | 16               |                  |   |                      |                      |                      |                      |                      |
| 1996-1997 | Seibu Bears Tokyo | Japon       | 18 | 1                | 2                | 3                | 6                |                  |   |                      |                      |                      |                      |                      |
| 1997-1998 | Seibu Bears Tokyo | Japon       | 29 | 9                | 7                | 16               | 10               |                  |   |                      |                      |                      |                      |                      |
| 1998-1999 | Seibu Bears Tokyo | Japon       | 19 | 4                | 7                | 11               | 20               |                  |   |                      |                      |                      |                      |                      |
| 1999-2000 | Seibu Bears Tokyo | Japon       | 28 | 9                | 12               | 21               | 35               |                  |   |                      |                      |                      |                      |                      |
| 2000-2001 | Seibu Bears Tokyo | Japon       | 37 | 13               | 17               | 30               | 20               |                  |   |                      |                      |                      |                      |                      |
| 2001-2002 | Seibu Bears Tokyo | Japon       | 37 | 15               | 19               | 34               | 28               |                  |   |                      |                      |                      |                      |                      |
| 2002-2003 | Seibu Bears Tokyo | Japon       | 32 | 7                | 14               | 21               |                  |                  |   |                      |                      |                      |                      |                      |
| 2003-2004 | Kokudo Keikaku HC | Asia League | 11 | 5                | 1                | 6                | 10               |                  |   |                      |                      |                      |                      |                      |
| 2004-2005 | Kokudo Keikaku HC | Asia League | 40 | 7                | 12               | 19               | 40               | 7                | 0 | 2                    | 2                    | 0                    |                      |                      |

### En équipe nationale
| Année | Compétition            |   | PJ | B | A | Pts | Pun                           |  | Résultats |
| 1995  | Championnat du monde B | 7 | 0  | 0 | 0 | 8   | 18e position, 6e du mondial B |  |           |
| 2000  | Championnat du monde   | 6 | 1  | 1 | 2 | 0   | 13e position                  |  |           |
| 2002  | Championnat du monde   | 6 | 0  | 0 | 0 | 0   | 16e position                  |  |           |
| 2003  | Championnat du monde   | 6 | 0  | 1 | 1 | 2   | 16e position                  |  |           |
| 2004  | Championnat du monde   | 6 | 1  | 1 | 2 | 2   | 15e position, relégué en D1   |  |           |